# فهد بن محمد بن سعد بن عبد العزيز
الأمير فهد بن محمد بن سعد بن عبد العزيز آل سعود محافظ الخرج منذ 27 أكتوبر 2022. وُلد في الثمانينات، ووالده الأمير محمد بن سعد بن عبد العزيز آل سعود، ووالدته هي الأميرة جواهر بنت فهد بن فيصل الفرحان آل سعود. متزوج من كريمة الأمير عبدالله بن سعود بن مشاري آل سعود.